# バレーボールブルガリア男子代表
バレーボールブルガリア男子代表（バレーボールブルガリア だんしだいひょう）は、バレーボールの国際大会で編成されるブルガリアの男子バレーボールナショナルチームである。

## 歴史
1949年に国際バレーボール連盟へ加盟。第1回大会である1949年世界選手権に出場し、1950年代にかけて世界選手権と欧州選手権で4度表彰台に立った東欧の古豪ブルガリアは、1970年代から1980年代にかけて強豪国として活躍。1970年世界選手権と1980年モスクワオリンピックで、それぞれ銀メダルを獲得した。また1972年ミュンヘンオリンピック準決勝で、決勝進出をかけて日本と戦った死闘はバレーボール史に残る名勝負となった。
1986年世界選手権の銅メダル獲得を最後にしばらく表彰台から遠ざかったものの、2000年代半ばになり、2006年世界選手権で20年ぶりの銅メダルを獲得し、30年ぶりに出場した2007年ワールドカップでも銅メダルを獲得。FIVBランキングを4位まで上げ、2008年北京オリンピック出場を果たしたが、準々決勝でロシアに敗れ、モスクワ以来となるオリンピックメダル獲得はならなかった。2012年ロンドンオリンピックは3位決定戦でイタリアに敗退した。

## 過去の成績

### オリンピックの成績
| - 1964年 - 5位 - 1968年 - 6位 - 1972年 - 4位 - 1976年 - 不出場 - 1980年 - 銀メダル - 1984年 - 不出場 | - 1988年 - 6位 - 1992年 - 不出場 - 1996年 - 7位 - 2000年 - 不出場 - 2004年 - 不出場 - 2008年 - 5位 | - 2012年 - 4位 - 2016年 - 欧州予選敗退 - 2020年 - 欧州予選敗退 |

### 世界選手権の成績
| - 1949年 - 銅メダル - 1952年 - 銅メダル - 1956年 - 5位 - 1960年 - 不出場 - 1962年 - 4位 - 1966年 - 7位 - 1970年 - 銀メダル | - 1974年 - 7位 - 1978年 - 10位 - 1982年 - 5位 - 1986年 - 銅メダル - 1990年 - 5位 - 1994年 - 9位 - 1998年 - 7位 | - 2002年 - 13位 - 2006年 - 銅メダル - 2010年 - 7位 - 2014年 - 13位 - 2018年 - 11位 - 2022年 - 20位 |

### ワールドカップの成績
- 1965年 - 9位
- 1969年 - 4位
- 1977年 - 6位
- 2007年 - 3位

### 欧州選手権の成績
| - 1948年 - 不出場 - 1950年 - 4位 - 1951年 - 準優勝 - 1955年 - 3位 - 1958年 - 4位 - 1963年 - 4位 - 1967年 - 9位 - 1971年 - 7位 - 1975年 - 5位 - 1977年 - 5位 - 1979年 - 10位 | - 1981年 - 3位 - 1983年 - 3位 - 1985年 - 5位 - 1987年 - 11位 - 1989年 - 6位 - 1991年 - 5位 - 1993年 - 5位 - 1995年 - 4位 - 1997年 - 9位 - 1999年 - 7位 - 2001年 - 6位 | - 2003年 - 9位 - 2005年 - 予選敗退 - 2007年 - 8位 - 2009年 - 3位 - 2011年 - 6位 - 2013年 - 4位 - 2015年 - 4位 - 2017年 - 6位 - 2019年 - 11位 - 2021年 - 11位 |

### ワールドリーグの成績
| - 1994年 - 4位 - 1995年 - 5位 - 1996年 - 8位 - 1997年 - 6位 - 1998年 - 7位 - 2003年 - 5位 | - 2004年 - 4位 - 2005年 - 5位 - 2006年 - 4位 - 2007年 - 5位 - 2008年 - 7位 - 2009年 - 9位 | - 2010年 - 7位 - 2011年 - 5位 - 2012年 - 4位 - 2013年 - 4位 - 2014年 - 7位 |

## 歴代代表監督
- マルティン・ストエフ（2005-2008年）
- シルヴァーノ・プランディ（2009-2010年）
- ラドスティン・ストイチェフ（2010-2012年）
- ナイデン・ナイデノフ（2012年）
- カミーロ・プラシ（2012-2014年）
- プラメン・コンスタンティノフ（2014-2019年）
- シルヴァーノ・プランディ（英語版）（2019-2022年）
- ニコライ・イェリアスコフ（英語版）（2022-2023年）
- プラメン・コンスタンティノフ（2023年）
- ジャンロレンツォ・ブレンジーニ（英語版）（2024年-）

## 歴代代表選手
- ディミタル・ズラタノフ
- エブゲーニ・イバノフ
- プラメン・コンスタンティノフ
- ウラジミール・ニコロフ
- マテイ・カジースキ
- テオドル・サルパロフ
- アンドレイ・ジェコフ
- ボヤン・ヨルダノフ
- トドル・アレクシエフ
- ミロスラフ・グラディナロフ
- クラシミル・ガイダルスキ
- フリスト・ツベタノフ
- ニコライ・ニコロフ
- ダナイル・ミハイロフ
- ヴィクトル・ヨシフォフ
- テオドル・トドロフ
- ツヴェタン・ソコロフ
- ゲオルギ・ブラトエフ
- トドル・スクリモフ
- ニコライ・ペンチェフ
- ロザリン・ペンチェフ
- ゲオルギ・セガノフ
- マーティン・アタナソフ
- アレクサンダル・ニコロフ
- シメオン・ニコロフ

## ギャラリー

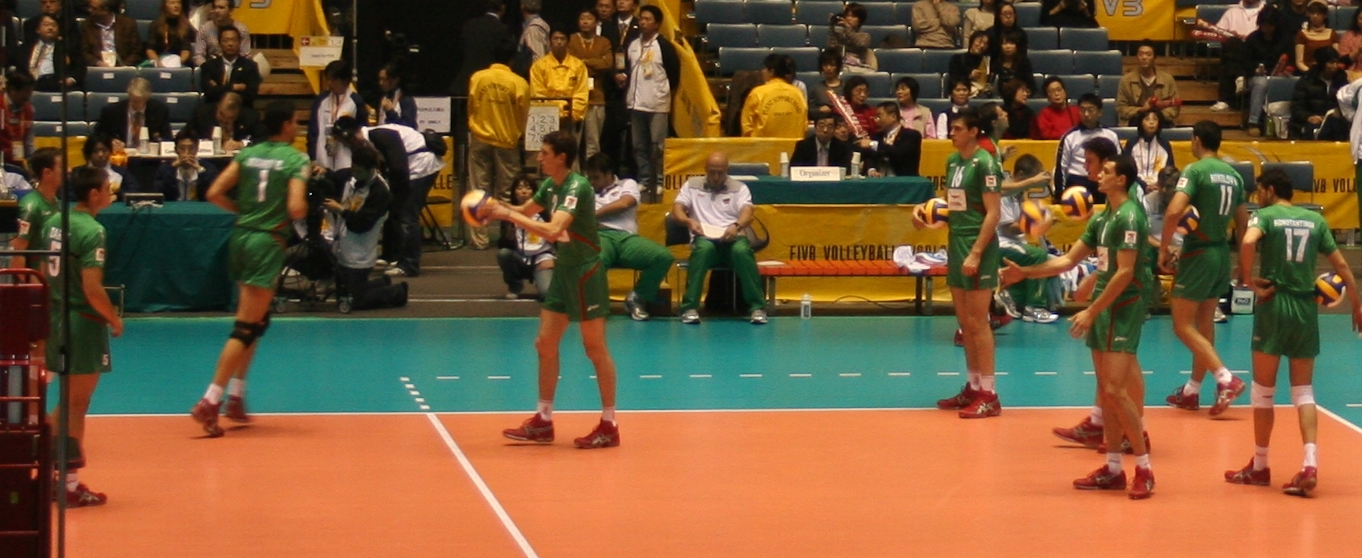
2006年世界選手権のブルガリア代表
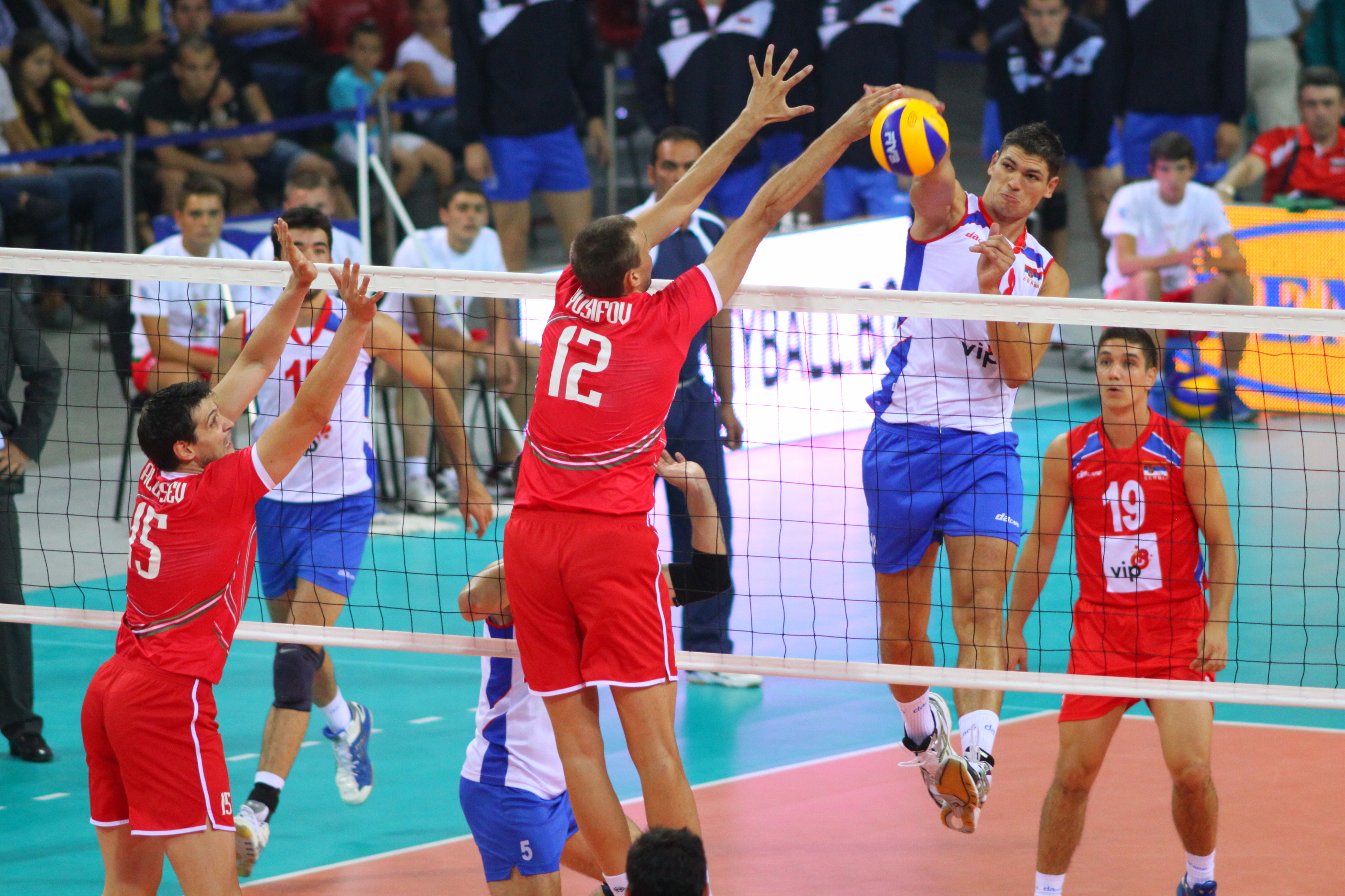
セルビア代表と親善試合（2011年7月30日）